# Tennis aux Jeux panaméricains de 1979
Navigation
1975 1983
Les compétitions de tennis aux Jeux panaméricains de 1979 ont lieu du 3 au 13 juillet 1979 à San Juan, à Porto Rico.

## Médaillés
| Simple messieurs | Mel Purcell (USA)                           | Ricardo Acuña (CHI)                       | Andrés Gómez (ECU)                               |  |  |  |
| Double messieurs | États-Unis Mel Purcell Andy Kohlberg        | Chili Ricardo Acuña Héctor Pérez          | Porto Rico Ricky Díaz Ernie Fernández (en)       |  |  |  |
|                  |                                             |                                           |                                                  |  |  |  |
| Simple dames     | Susan Hagey (en) (USA)                      | Trey Lewis (USA)                          | Maluca Llamas (en) (MEX)                         |  |  |  |
| Double dames     | États-Unis Susan Hagey (en) Ann Henricksson | Canada Nicole Marois Hélène Pelletier     | Porto Rico Gigi Fernández Cristina González      |  |  |  |
|                  |                                             |                                           |                                                  |  |  |  |
| Double mixte     | Venezuela Marlin Noriega Juan Boveda        | États-Unis Ann Henricksson Fritz Buehning | Mexique Alejandra Vallejo (en) Javier Ordaz (en) |  |  |  |

## Tableau des médailles
| * | Pays hôte |

| Rang  | Nation       | Or | Argent | Bronze | Total |
| ----- | ------------ | -- | ------ | ------ | ----- |
| 1     | États-Unis   | 4  | 2      | 0      | 6     |
| 2     | Venezuela    | 1  | 0      | 0      | 1     |
| 3     | Chili        | 0  | 2      | 0      | 2     |
| 4     | Canada       | 0  | 1      | 0      | 1     |
| 5     | Mexique      | 0  | 0      | 2      | 2     |
| 5     | Porto Rico * | 0  | 0      | 2      | 2     |
| 7     | Équateur     | 0  | 0      | 1      | 1     |
| Total | Total        | 5  | 5      | 5      | 15    |